# Educación al aire libre
La educación al aire libre se refiere a los procesos educativos que se desarrollan principalmente en el exterior de las aulas, al aire libre, siendo la naturaleza el espacio de referencia. Los programas de educación al aire libre, además de las materias regladas, incluyen la educación ambiental y la realización de excursiones a la naturaleza, estimulando a los alumnos para que realicen actividades físicas como juegos de grupo, escalada, piragüismo, senderismo, etcétera, favoreciendo el aumento de la autoestima y de las actitudes de cooperación grupal; creando una conciencia positiva de la naturaleza y mejorando la condición física y la coordinación.

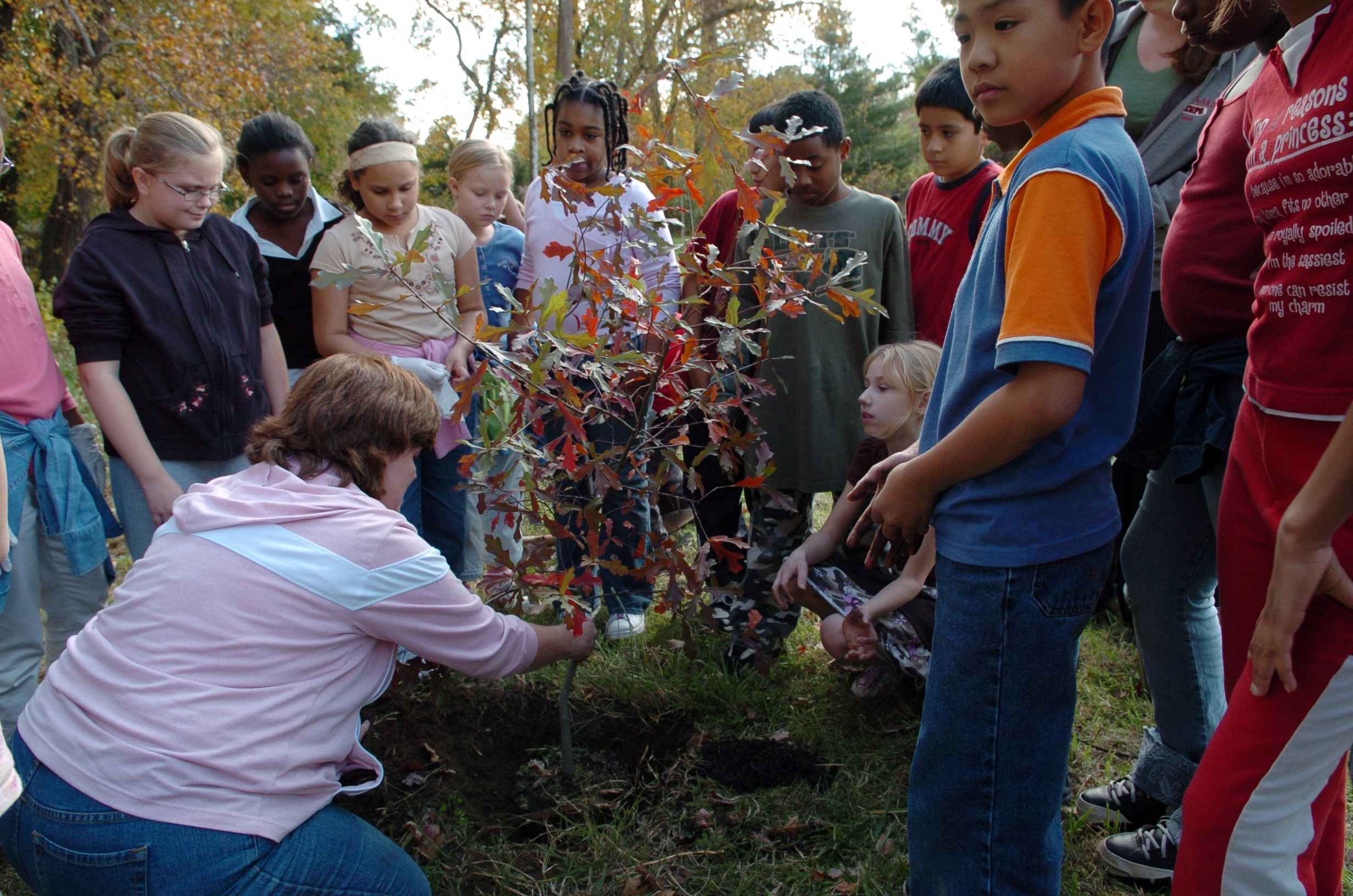
Niñas y niños aprendiendo a plantar un árbol.

## Definición
La educación al aire libre es un modelo pedagógico basado en el vínculo emocional que el alumno establece con la naturaleza, el cual debe constituir el espacio de referencia y la base para el aprendizaje, el conocimiento y la actitud futura que este tenga del entorno.

### Educación fuera del aula
La educación fuera del aula se puede definir como el aprendizaje del currículum escolar, más allá de una clase donde los estudiantes se sientan con un profesor y unos libros. Comprende salidas al campo para estudiar biología, búsqueda de insectos en parques, contacto directo con el medio natural o visitas a museos. La educación en la naturaleza es una forma de enseñanza que fomenta el aprendizaje activo y la formación a través de las propias experiencias de los alumnos,  estimulando el desarrollo cognitivo y emocional, ya sea en un contexto tanto lúdico como educativo.
El contacto y la interacción directa con la naturaleza favorece el aprendizaje de términos científicos relacionados con el medio, al mismo tiempo que facilita el desarrollo de la conciencia ambiental y por el otro lado, la conexión con la naturaleza.

## Objetivos
Algunos los objetivos de la educación al aire libre son:
- Aprender cómo vencer la adversidad
- Estimular el desarrollo personal y social
- Desarrollar una relación más profunda con la naturaleza
- Realzar trabajo en equipo
- Desarrollar habilidades de liderazgo
- Conocer los entornos naturales

La educación al aire libre es a menudo utilizada como un medio para crear un sentido más profundo de pertenencia para personas en una comunidad. El sentido de pertenencia está manifestado a través de la comprensión y la conexión que se tiene con el área en qué se reside. El sentido de pertenencia es un aspecto importante de ecologismo así como de la justicia medioambiental porque da importancia al sostenimiento de un ecosistema particular.

## Historia
La actual educación al aire libre debe sus orígenes a diferentes iniciativas surgidas a finales del siglo XIX y principios del XX, a partir de campamentos educativos organizados en Europa, Estados Unidos, Nueva Zelanda y Australia, cuyo antecedente más difundido es el de Robert Baden-Powell, que en 1907 creó en Reino Unido el primer campamento scout aplicando estrategias de educación no formal al aire libre.
En la Europa de entreguerras, bajo un contexto higiénico-sanitario, fueron apareciendo las escuelas al aire libre, a imagen y semejanza de la Waldschule de Charlottenburg en Alemania, fundada en 1903. 
En España es notable el precedente de la pedagoga Rosa Sensat que, en 1914, inició Escuela Municipal del Bosque, la primera escuela pública al aire libre adscrita a las ideas de la Nueva Escuela.
En Dinamarca, en los años 50, se fundó la primera escuela infantil al aire libre de Europa, llamada «Undeskole» (Colegio del bosque), que proponía una educación basada en la experiencia directa en la naturaleza.

### Wiki Proyectos hermanos
- Educación al aire libre (wikibooks)
- Educación al aire libre (wikiversity)

### Asociaciones
- Asociación para Educación Medioambiental y Educación al aire libre
- Red Internacional de Aprendizaje al Aire Libre (RIAAL)
- Asociación Nacional de Educación en la Naturaleza Edna España
- Instituto para Aprendizaje al aire libre

### Artículos
- La Naturaleza como escenario perfecto de aprendizaje (enlace roto disponible en Internet Archive; véase el historial, la primera versión y la última).
- Por qué enseñar al aire libre, en y con la naturaleza . Artículo escrito por Galdys Santander.
- Proyectos al aire libre y/o en la naturaleza en el contexto del siglo XXI. Un marco mundial sobre las modalidades de iniciativas al aire libre , por María Mayorga, In Natura (2023)
- Modalidades de Proyectos de Aprendizaje al Aire Libre. (Tabla mundial) elaborada por la Red Internacional de Aprendizaje al Aire Libre (RIAAL)
- Escuelas en la naturaleza en el mundo
- Fuera de los límites límites (The Guardian)
- Necrología de Kenneth Oldham (The Guardian)
- Educación exterior: Aspectos de buena práctica - Oficina de Estándares en Educación, 2004 (Reino Unido)
- Búsqueda de oportunidades residenciales disponibles para personas jóvenes a través de las escuelas (Reino Unido)
- Investigaciones científicas sobre el aprendizaje al aire libre y la naturaleza
- ¿Qué es el aprendizaje al aire libre? Una guía breve del aprendizaje al aire libre (Instituto para Aprendizaje al aire libre, Reino Unido)
- Educación al aire libre y responsabilidad medioambiental - ERIC Clearing house en Educación Rural y Escuelas Pequeñas.

- Datos: Q1508666
- Multimedia: Outdoor education / Q1508666